# 흑인 신학
흑인 신학(Black theology, Black liberation theology)은 흑인 해방신학이라고도 부른다. 신학적 관점은 미국 흑인 신학교 그리고 흑인 교수들, 미국의 흑인 교회 그리고 세계의 여러 다른 지역에서 발생하였다. 아프리카 출신들이 억압에서 극복하도록 도와주는 시도속에서 기독교를 상황화한 것이다. 특별히 미국의 흑인들이나 남아공 흑인들의 불의와 대항하는데 초점을 두고있다. 흑인신학은 해방신학과 관계되며 대표적인 신학자로 마틴 루터 킹 주니어과 제임스 H. 콘(James H. Cone)이다.

## 중요인물
- Albert Cleage
- 제임스 H. 콘
- W. E. B. Du Bois
- Dwight N. Hopkins
- 마틴 루터 킹 주니어
- Cornel West
- Jeremiah Wright
- James H. Evans, Jr.
- Gayraud S. Wilmore

## 같이 보기
- 해방 신학
- 민중신학
- 여성 신학
- 퀴어 신학
- 현대신학
- 보수주의 신학
- 자유주의 신학